# Jasmin Kurtić
Jasmin Kurtić, né le 10 janvier 1989 à Črnomelj, est un footballeur slovène qui évolue comme milieu de terrain au FC Südtirol et en équipe nationale de Slovénie.

## Biographie

### Carrière en club
Milieu de terrain droitier, Kurtić quitte en 2010 Bela Krajina, club de deuxième division slovène, pour le ND Gorica. Après six mois seulement, il est transféré en Série A, à Palerme contre une indemnité estimée à 800 000 euros, où il rejoint trois compatriotes.
Il y fait ses débuts le 12 janvier 2011 en Coupe d'Italie, puis un mois plus tard en Série A. Il marque son premier but le 10 avril contre Cesena. Le 1er août 2011, il est prêté à Varese en Série B, où il réalise une saison comme titulaire. Il revient l'été suivant à Palerme.
En juillet 2013 il est transféré à Sassuolo, autre club de Série A, qui acquiert une partie de son contrat. Six mois plus tard, alors qu'il est régulièrement titulaire, Sassuolo et Palerme s'accordent pour un prêt payant au Torino FC. À la fin de son prêt, Sassuolo acquiert la totalité des droits sur le contrat du joueur.
Le 1er septembre 2014, il est prêté à la Fiorentina avec option d'achat. Il fait ses débuts en Ligue Europa face à l'EA Guingamp, sans parvenir à devenir pleinement titulaire pendant la saison.
De retour à Sassuolo, il est transféré à l'Atalanta Bergame contre une indemnité estimée à 3,5 millions d'euros en 2015.
Il est prêté par la suite au SPAL en 2018 pour quelques mois. Il est transféré définitivement au club en janvier 2018 où il a signé jusqu'à juin 2021.
Il est prêté au Parme Calcio en 2020 qui court jusqu'à la fin de la saison. Il signe un contrat jusqu'à fin juin 2023.
Il est prêté, en 2021, pour 2 ans au PAOK Salonique soit jusqu'en juin 2023. Le club annonce qu'il ne sera pas prolongé, il quitte le club en mai 2023.
Il signe un contrat d'une année au CSU Craiova qui évolue dans le Championnat roumain.
En janvier 2024, il signe un contrat jusqu'à la fin de la saison au FC Südtirol. Avec de très belles performances, il prolonge son contrat pour une année supplémentaire soit jusqu'à juin 2025. 

### Carrière internationale
Kurtić évolue en équipe de Slovénie espoirs en 2009.
Il fait ses débuts en sélection A contre la Grèce le 26 mai 2012, et marque dès sa première apparition un but sur coup franc. Il compte en septembre 2015 un total de 27 sélections avec les A.
Il est retenu dans la liste des 26 joueurs slovènes du sélectionneur Matjaž Kek pour participer à l'Euro 2024.